# Chapelle Saint-Fiacre de Crozon
La chapelle Saint-Fiacre est un édifice situé à Crozon, en France.

## Localisation
La chapelle est située sur le territoire de la commune de Crozon, dans le département du Finistère, en région Bretagne.

## Description
La chapelle fut en partie détruite pendant la Seconde Guerre mondiale, elle a été restaurée en 1965 (son clocher est celui de l'ancienne chapelle Saint-Nicodème de Kergloff).

## Historique
La chapelle est inscrite partiellement (statues d'animaux de la façade) au titre des monuments historiques par arrêté du 12 décembre 1932.

## Galerie

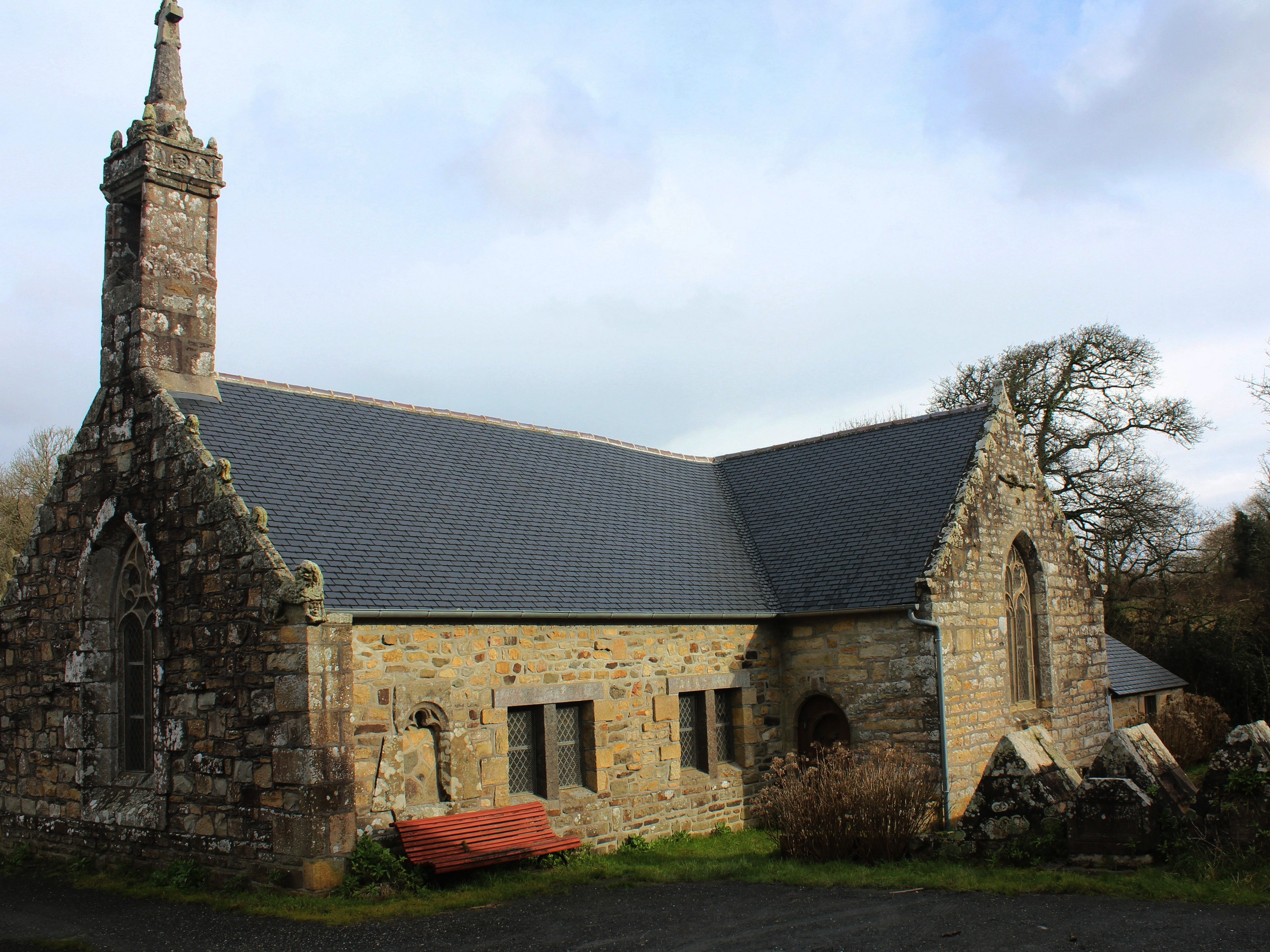
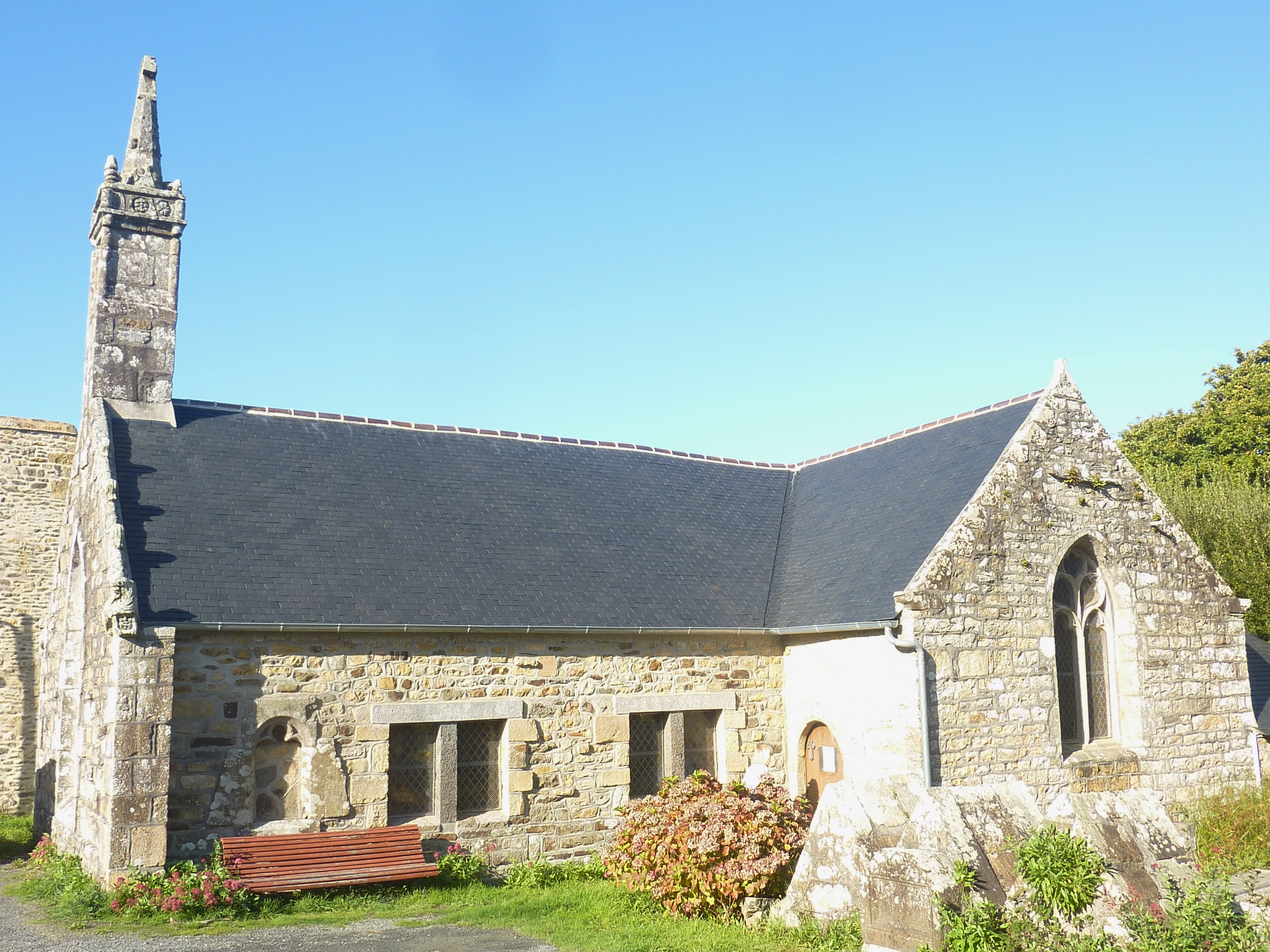
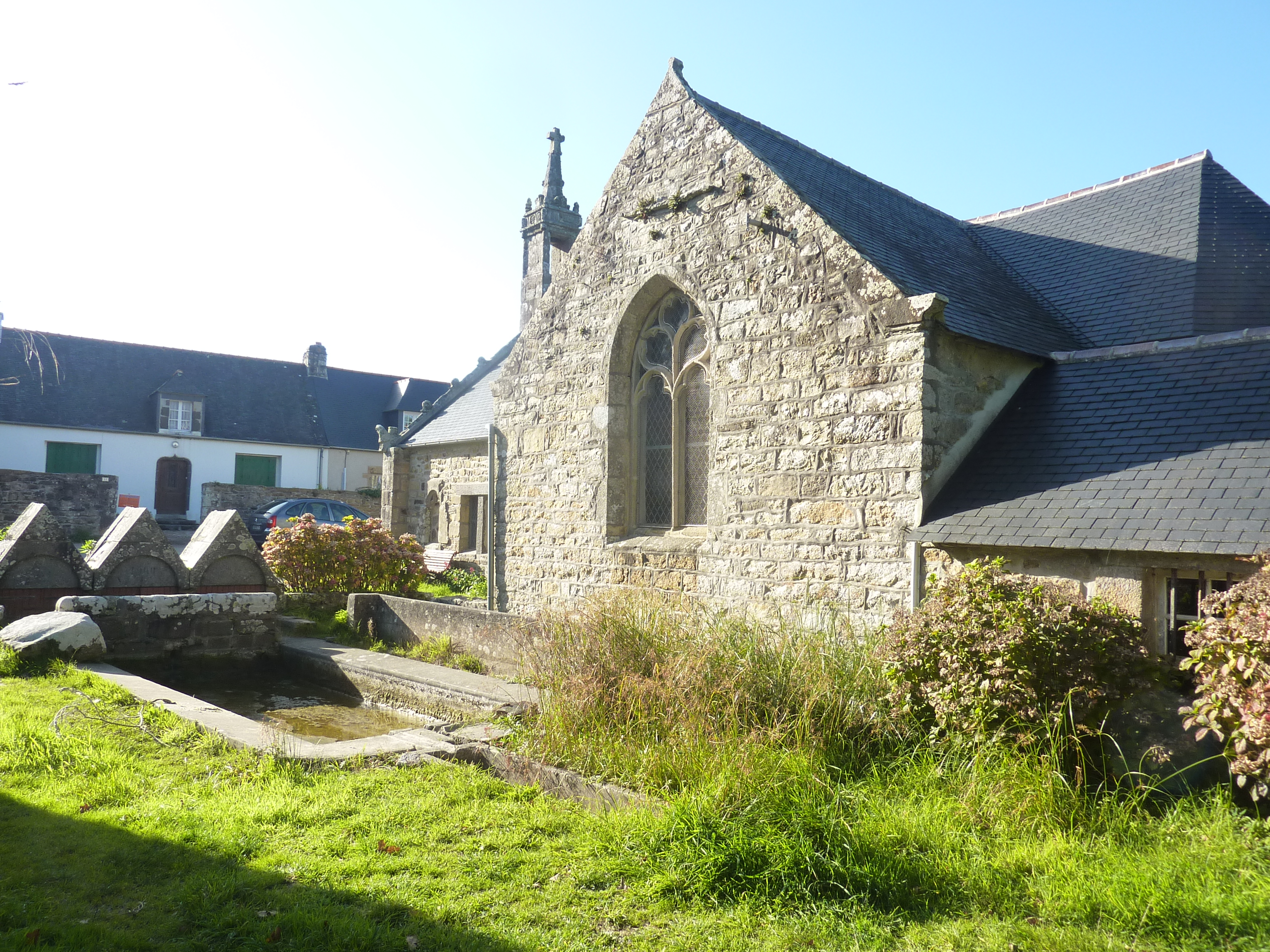
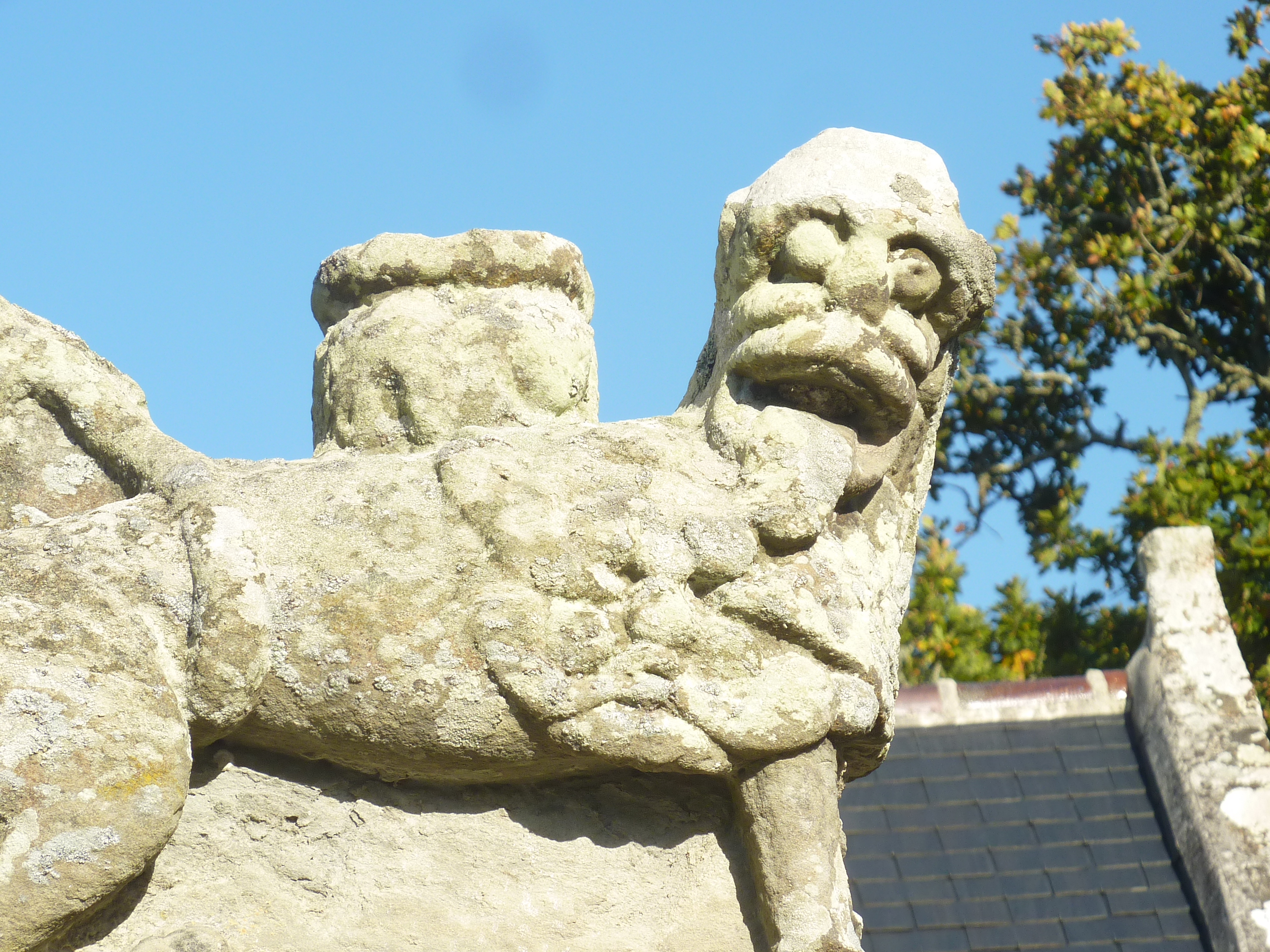
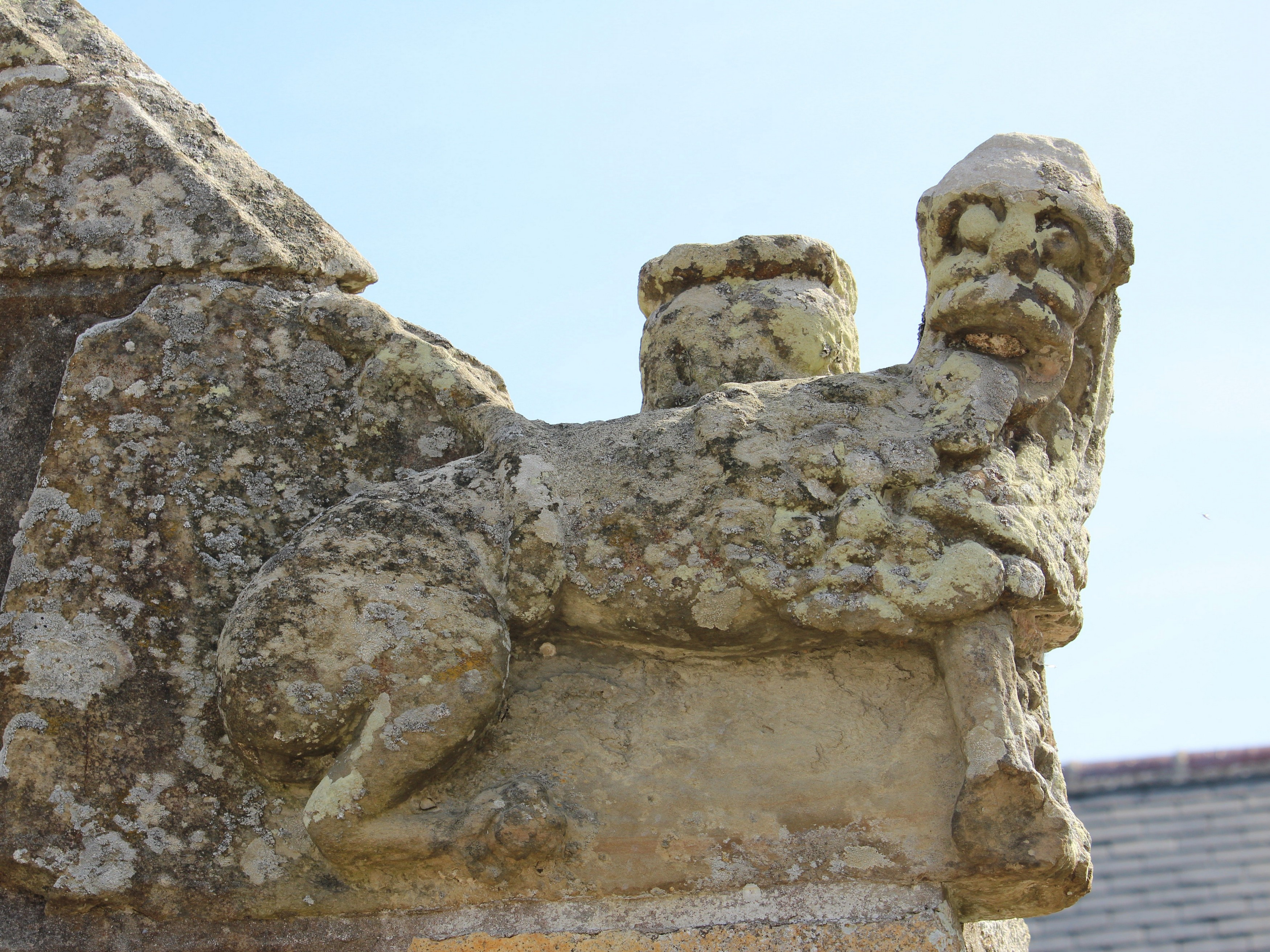
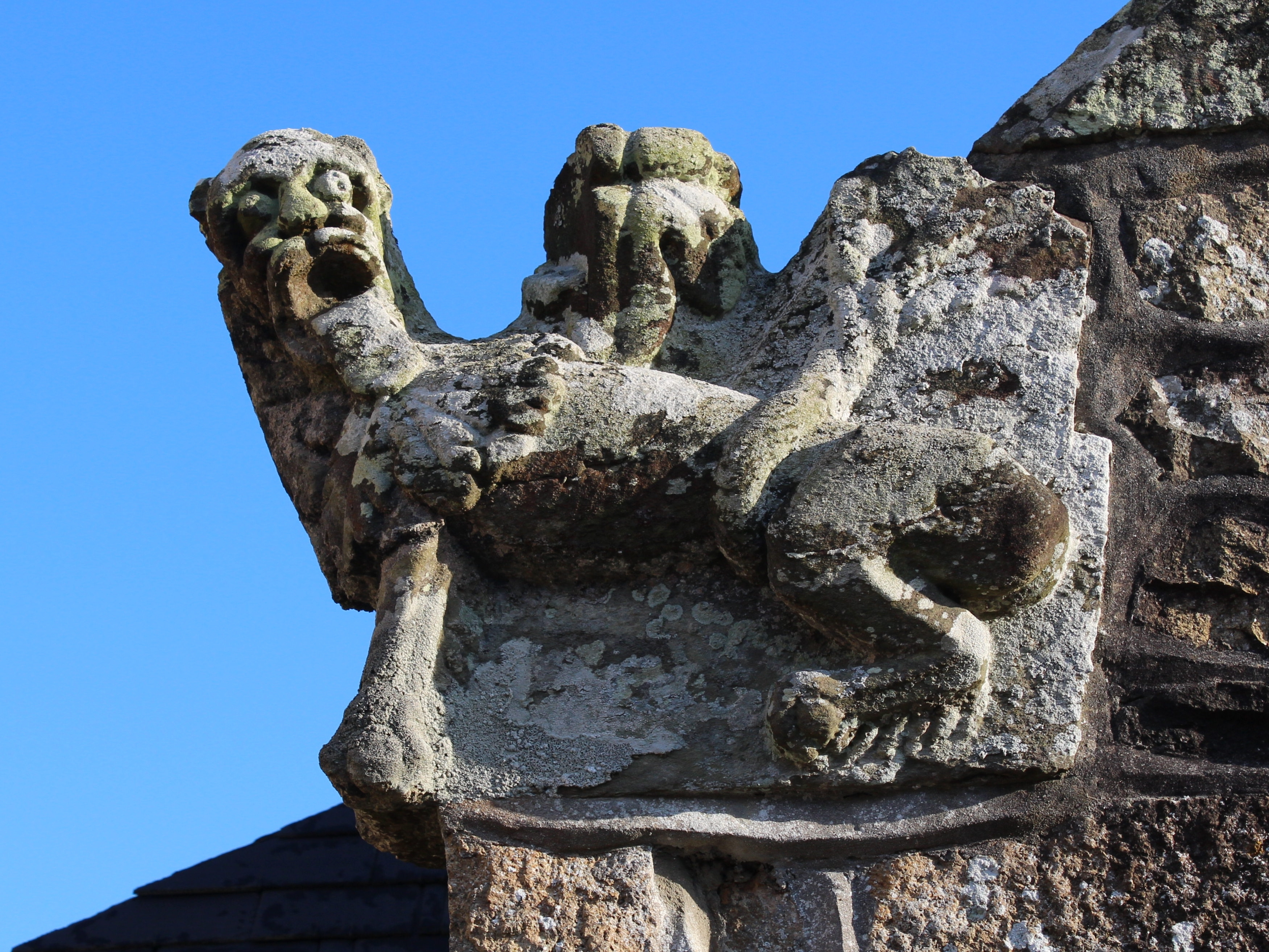
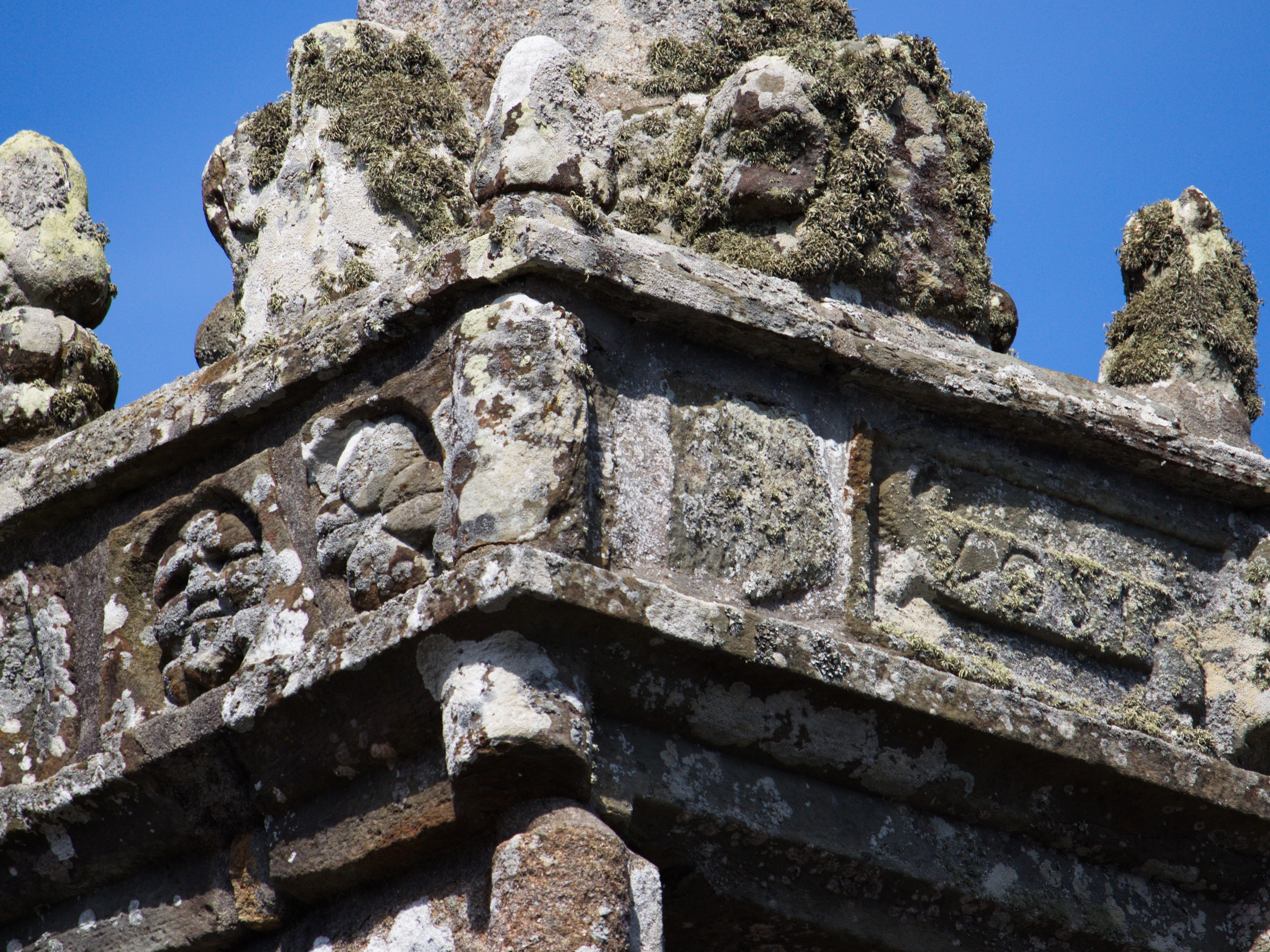
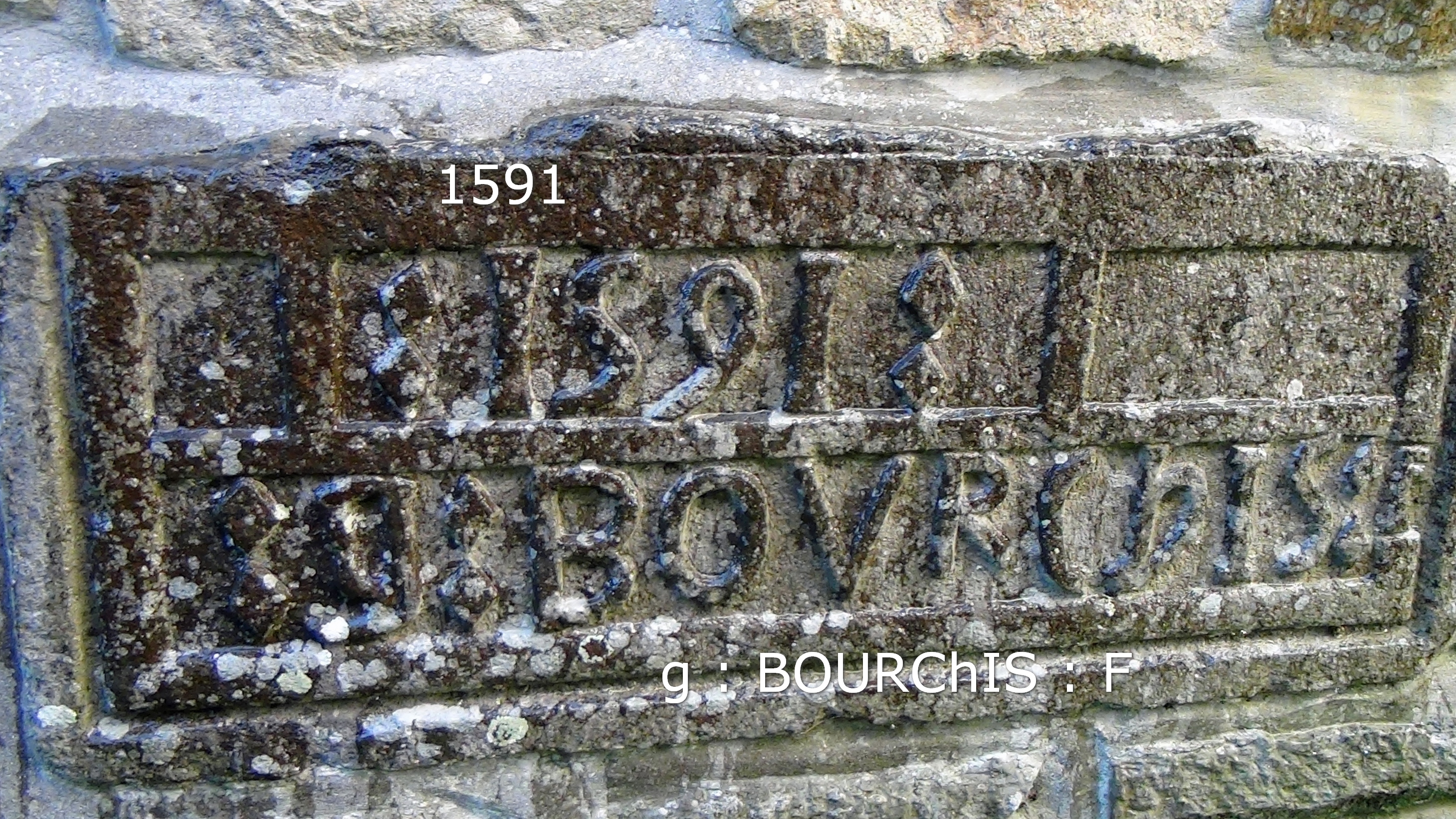
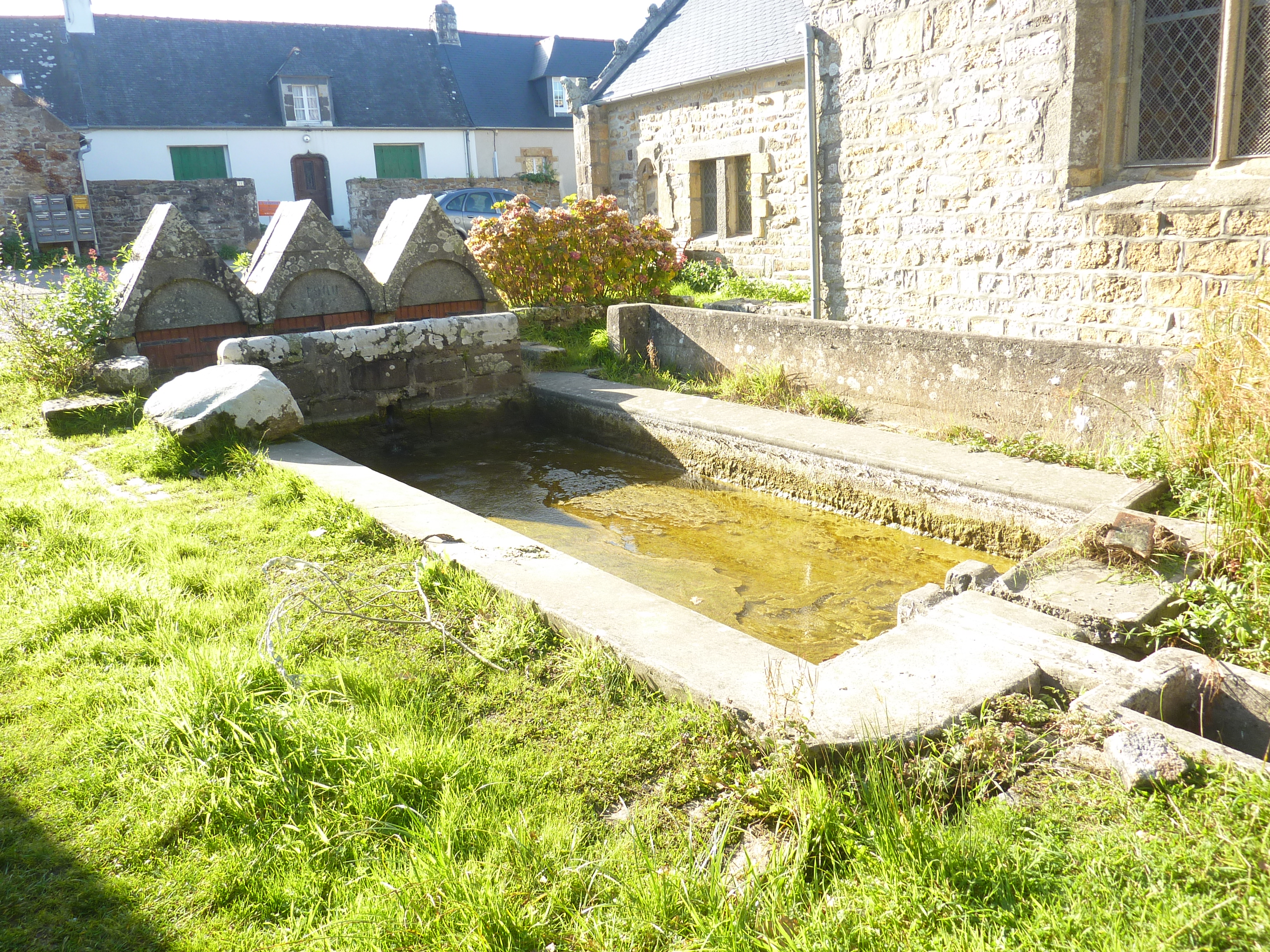